# Ethernet Alliance
Ethernet Alliance был зарегистрирован в американском штате Калифорния в августе 2005 года и официально запущен в январе 2006 года как некоммерческий промышленный консорциум для продвижения и поддержки локальных сетей. В его задачи входило обеспечить беспристрастный, основанный на промышленности источник учебной информации; обеспечение совместимости между разнородными, основанными на стандартах компонентами и системами; поддержать разработку стандартов, поддерживающих технологии Ethernet; и для объединения Ethernet-промышленности для сотрудничества на будущее технологии.

## Организация
Рабочие группы Ethernet Alliance называются подкомитеты. Эти подкомитеты ориентированы на усилия вокруг конкретных, основанных на стандартах Ethernet инициатив. Эти стандарты могут быть разработаны в любой организации Ethernet-стандарта, в том числе Институт инженеров по электротехнике и радиоэлектронике (IEEE), Инженерная группа по развитию Интернета (ietf), Малый форм-фактор комитет, а также поддержка стандартов таких организаций, как Оптический Межсетевой форум, Ассоциация промышленных телекоммуникаций (TIA), международная организация по стандартизации (ISO) и международная электротехническая комиссия (IEC).
По состоянию на март 2011 в рабочие подкомитеты в рамках локальных сетей Альянса входит:
- 10G EPON фокусируется на поддержке стандартов IEEE 802.3av-2009, который увеличил скорость EPON сетей до 10 Гбит/с.
- 10GBASE-T поддерживает стандарт IEEE 802.3 an-2006, который определен в спецификации для запуска локальных сетей 10 Гигабит по витой паре 10gbase-т.
- Ethernet операторского класса помогает направлять работу по поддержке конкретных, меняющихся и растущих потребностей локальных сетей от перевозчиков и поставщиков услуг.
- Энергоэффективный Ethernet (EEE) во многом основан на EEE Стандарте 802.3 аz-2010.
- Ethernet в центре обработки данных включает протоколы, такие как мощение центров обработки данных (DCB), Fibre Channel через Ethernet (FCoE), iSCSI, удаленный прямой доступ к памяти Конвергентных локальных сетей (RoCE) и iWARP.
- Более высокие скорости локальных сетей охватывают все аспекты 40 Гбит/с и 100 Гбит/с Ethernet в значительной степени основанных на работе IEEE стандарта 802.3 аb-2010.
- Следующее поколение для кабельных предприятий, целью которых является сбор и анализ данных по отношению к наблюдаемой модели развертывания приложений делится этой информацией на бумаге с членами Ethernet-альянса и органами по стандартизации.
- Power Ethernet и Ethernet Plus способствует текущим возможностям стандарта IEEE802.3at-2009, как хорошо зарекомендованный консенсус с усилиями по расширению выдачи мощности и порт-уровня отказоустойчивости возможности IEEE802.3at в сообществе Ethernet.
- Высокоскоростные модульные соединители помогают принятию решений путём демонстрации совместимости уступчивых модульных коммутационных устройств и портов, включая модули оптических и медных кабелей.

## История
В предыдущей технологии Ethernet, альянс был сформирован для поддержки принятия новой технологии на рынок. Ethernet альянсу предшествовал Fast Ethernet Альянс, Gigabit Ethernet Альянс (GEA), 10-Gigabit Ethernet Альянс (10 GEA), и Альянс Ethernet на первой миле(EFMA). Эти альянсы должны были распустить спустя несколько лет после завершения стандартов, которые они поддерживали. К сожалению, часто это происходило задолго до того, как эта технология достигнет объема принятия и редкая поддержка небольших локальных сетей стандартных проектов. Брэд Бут заметил, что после распада 10GEA, по-прежнему ощущается сильное желание конечных пользователей и СМИ получить информацию о технологии 10 Gigabit Ethernet и некоторые новые технологии создаются для 10-Gigabit Ethernet, в первую очередь 10GBASE-T. Он работал с другими представителями отрасли и органов по стандартизации, чтобы создать Альянс, который будет существовать до тех пор, пока технология локальных сетей существует. Ethernet Alliance был создан с целью поддержки стандарта IEEE 802 Ethernet, но позже расширил свою область, чтобы включать все стандарты, которые основаны или зависят от стандарта IEEE 802 Ethernet.
Путь к 100G Альянсу был официально объявлен 19 июня 2007 года на NXTcomm шоу в Чикаго, штат Иллинойс, чтобы содействовать 100-Gigabit Ethernet. членами-учредителями были Bay Microsystems, Enigma Semiconductor, Integrated Device Technology, IP Infusion (часть компании), и Lattice Semiconductor. Он был штаб-квартирой в Кремниевой долине в Калифорнии.
С развернутого устава и формирования HSE и подкомитетов Ethernet операторского класса, путь к 100G Альянсу слился с сетью Ethernet Alliance 31 декабря 2008 года.
Всего были восемнадцать компаний-основателей Ethernet Альянса: 3Com (сейчас HP), ADC (сейчас Tyco Electronics), Agere Systems (сейчас LSI), Applied Micro Circuits Corporation (сейчас AppliedMicro), Aquantia, Broadcom, Force10 Networks (сейчас Dell), Foundry Networks (сейчас Brocade), Intel, Lawrence Berkeley National Laboratory, Pioneer Corporation, Quake Technologies (сейчас AppliedMicro), Samsung, Sun Microsystems (сейчас Oracle Corporation), Tehuti Networks, Tyco Electronics, University of New Hampshire InterOperability Laboratory (UNH-IOL) и Xilinx.

## Образование
Ethernet Alliance предлагает документы, презентации, часто задаваемые вопросы и видео, которые обеспечивают всесторонние технические обзоры различных Ethernet-технологий. Эти материалы бесплатно доступны на общедоступном веб-сайте Ethernet Альянса.
Эти документы предоставляют учебные материалы с отраслевой точки зрения. Они могут быть основаны на результатах работы Ethernet-Альянса, их подкомитетов или поддержки деятельности внутри Ethernet-органов по стандартизации. Документы предназначены для того, чтобы помочь покупателям и пользователям Ethernet-технологии лучше понять состояние различных Ethernet-технологий в стандартных процессах, совместимые тесты, которые Ethernet-Альянс испытывал, возможности этих технологий и многое другое.
Помимо библиотеки, Ethernet Альянс дает своим членам скидки или бесплатный вход на мероприятия, проводит публичные демонстрации различных Ethernet-технологий на выставках, где те, кто заинтересован в получении дополнительной информации о Ethernet может задать вопросы лицом к лицу, и Ethernet-Альянс, спонсирующий эти события, называется Technology Exploration Forums, или TEFs. TEFs предлагает очные мероприятия, чтобы сблизить представителей различных Ethernet-сообществ, чтобы обсудить и исследовать будущее технологии Ethernet. Ethernet альянс предлагает возможность для научных учреждений к участию в организации за плату. Ethernet Альянс университетской программы (EAUP), позволяет преподавателям и студентам участвовать в организации и иметь доступ к сгенерированным данным совместно с другими участниками образовательных материалов, студенты могут участвовать в программе стажировки и университеты могут способствовать интеллектуальной собственности базы данных EAUP.